# پدرسوره
پِدِرْسورِه (به فنلاندی: Pedersöre) یک منطقهٔ مسکونی در فنلاند است که در اوستروبوتنیا واقع شده‌است.

## خواهرخوانده
شهر بخش برککه خواهرخواندهٔ پدرسوره هست.